# Liste der denkmalgeschützten Objekte in Oberschützen
Die Liste der denkmalgeschützten Objekte in Oberschützen enthält die 22 denkmalgeschützten, unbeweglichen Objekte der Gemeinde Oberschützen.

## Denkmäler
| Foto |                 | Denkmal                                                                         | Standort                                                 | Beschreibung | Metadaten |
| ---- | --------------- | ------------------------------------------------------------------------------- | -------------------------------------------------------- | --- | --- |
| ja   | Datei hochladen | Evangelisches Schul- und Bethaus HERIS-ID: 12192 Objekt-ID: 8327                | Aschau i. Bgld. 61 Standort KG: Aschau im Burgenland     | | BDA-Hist.: Q38124199 Status: § 2a Stand der BDA-Liste: 2025-06-30 Name: Evangelisches Schul- und Bethaus GstNr.: 47 Evangelisches Schul- und Bethaus (Aschau im Burgenland)                 |
| ja   | Datei hochladen | Kath. Filialkirche hl. Oswald HERIS-ID: 12189 Objekt-ID: 8324                   | Aschauer Landstraße 6 Standort KG: Aschau im Burgenland  | Die Kirche steht östlich des Ortes auf einem Hügel. Der gotische Chor stammt aus dem 15. Jahrhundert. Das Schiff mit der Giebelfassade wurde 1773 erbaut, enthält möglicherweise aber karolingische Fundamente.                                                                                          | BDA-Hist.: Q38124116 Status: § 2a Stand der BDA-Liste: 2025-06-30 Name: Kath. Filialkirche hl. Oswald GstNr.: 2760 Filialkirche Aschau im Burgenland                                        |
| ja   | Datei hochladen | Anlage Uhrenstube Aschau HERIS-ID: 1150seit 2025                                | Dorfstraße 27 Standort KG: Aschau im Burgenland          | Ensemble an Gebäuden (alten Bauerhöfen, Stallungen und Getraidekasten), die von der Uhrenstube Aschau betrieben werden | BDA-Hist.: Q135166063 Status: Bescheid Stand der BDA-Liste: 2025-06-30 Name: Anlage Uhrenstube Aschau GstNr.: 31, 41, 42 Uhrenstube Aschau                                                  |
| ja   | Datei hochladen | Bauernhaus mit Einfriedung, Brunnen und Salettl HERIS-ID: 12191 Objekt-ID: 8326 | Dorfstraße 27 Standort KG: Aschau im Burgenland          | Das Bauernhaus mit Putzfassade, das nunmehr von der Uhrenstube Aschau genutzt wird, stammt aus der Zeit um 1820. Anmerkung: Am 26. Oktober 2013 wurde der Bauernhof durch Brandstiftung ein Raub der Flammen.                                                                                            | BDA-Hist.: Q38124153 Status: Bescheid Stand der BDA-Liste: 2025-06-30 Name: Bauernhaus mit Einfriedung, Brunnen und Salettl GstNr.: 41 Bauernhaus, Teil der Uhrenstube Aschau               |
| BW   | Datei hochladen | Feldkasten HERIS-ID: 257205seit 2025                                            | Dorfstraße 27 Standort KG: Aschau im Burgenland          | Zum davorliegenden Bauerhaus gehörender Traidkasten | BDA-Hist.: Q135167759 Status: Bescheid Stand der BDA-Liste: 2025-06-30 Name: Feldkasten GstNr.: 42 Uhrenstube Aschau                                                                        |
| ja   | Datei hochladen | Museumsgebäude HERIS-ID: 113083seit 2025                                        | Turmweg 2 Standort KG: Aschau im Burgenland              | Ehemaliger Bauernhof mit Kellerstöckl, der nunmehr als Infocenter der Uhrenstube Aschau fungiert | BDA-Hist.: Q135167850 Status: Bescheid Stand der BDA-Liste: 2025-06-30 Name: Museumsgebäude GstNr.: 31 Uhrenstube Aschau - Museumsgebäude                                                   |
| BW   | Datei hochladen | Werkstättengebäude HERIS-ID: 257206seit 2025                                    | Turmweg 2 Standort KG: Aschau im Burgenland              | Werkstättengebäude der Uhrenstube Aschau | BDA-Hist.: Q135183759 Status: Bescheid Stand der BDA-Liste: 2025-06-30 Name: Werkstättengebäude GstNr.: 31 Uhrenstube Aschau                                                                |
| ja   | Datei hochladen | Aufnahmsgebäude Oberschützen HERIS-ID: 12167 Objekt-ID: 8302                    | Bahnhofstraße 14 Standort KG: Oberschützen               | Das Aufnahmsgebäude des Bahnhofs Oberschützen ist ein Teil der Lokalbahn Oberwart-Oberschützen, die als Teil der Pinkatalbahn 1903 eröffnet wurde. Der Personenverkehr wurde auf diesem Abschnitt 1987 aufgegeben. Charakteristisch für diese Aufnahmsgebäude ist die starke Betonung der Putzquaderung. | BDA-Hist.: Q38123522 Status: Bescheid Stand der BDA-Liste: 2025-06-30 Name: Aufnahmsgebäude Oberschützen GstNr.: 40 Aufnahmsgebäude, Bahnhof Oberschützen                                   |
| ja   | Datei hochladen | Evang. Pfarrkirche A.B. HERIS-ID: 12156 Objekt-ID: 8291                         | Gottlieb-August-Wimmer-Platz 3 Standort KG: Oberschützen | Die große rechteckige evangelische Kirche wurde 1785 erbaut und erhielt 1803 ihren Westturm. In den Jahren 1861/62 erfolgte ein Umbau mit Erhöhung des Schiffes. Auch Kanzelaltar und Orgel stammen aus dieser Zeit.                                                                                     | BDA-Hist.: Q29544799 Status: § 2a Stand der BDA-Liste: 2025-06-30 Name: Evang. Pfarrkirche A.B. GstNr.: 1/1 Protestant Church, Oberschützen                                                 |
| ja   | Datei hochladen | Bürgerhaus, Wimmerhaus HERIS-ID: 12162 Objekt-ID: 8297                          | Gottlieb-August-Wimmer-Platz 4 Standort KG: Oberschützen | Das Haus wurde lt. Inschrift 1814 erbaut. | BDA-Hist.: Q38123296 Status: § 2a Stand der BDA-Liste: 2025-06-30 Name: Bürgerhaus, Wimmerhaus GstNr.: 3 Wimmerhaus                                                                         |
| ja   | Datei hochladen | Evang. Pfarrhaus HERIS-ID: 12161 Objekt-ID: 8296                                | Gottlieb-August-Wimmer-Platz 5 Standort KG: Oberschützen | Das evangelische Pfarrhaus neben der Kirche wurde 1836 erbaut. | BDA-Hist.: Q38123261 Status: § 2a Stand der BDA-Liste: 2025-06-30 Name: Evang. Pfarrhaus GstNr.: 15                                                                                         |
| ja   | Datei hochladen | Bundesrealgymnasium HERIS-ID: 12166 Objekt-ID: 8301                             | Hauptplatz 7 Standort KG: Oberschützen                   | Das Gebäude des Bundesgymnasiums wurde 1911 erbaut. | BDA-Hist.: Q15793050 Status: § 2a Stand der BDA-Liste: 2025-06-30 Name: Bundesrealgymnasium GstNr.: 788 Bundesgymnasium Oberschützen                                                        |
| ja   | Datei hochladen | Ehem. Dreiseithof HERIS-ID: 12165 Objekt-ID: 8300                               | Hauptstraße 1 Standort KG: Oberschützen                  | Laut Inschriftentafel wurde der Hof 1857 von J.G. Bruckner erbaut und 1978 von R. und I. Klenner renoviert. | BDA-Hist.: Q38123451 Status: Bescheid Stand der BDA-Liste: 2025-06-30 Name: Ehem. Dreiseithof GstNr.: 16                                                                                    |
| ja   | Datei hochladen | „Kleines Anschlussdenkmal“ von 1931 HERIS-ID: 242444seit 2023                   | bei Schulweg 2 Standort KG: Oberschützen                 | Der Bruchsteinpylon (im Stil eines „altgermanischen“ Opfersteins) wurde anlässlich der zehnjährigen Zugehörigkeit des Burgenlandes zu Österreich enthüllt. Die Inschrift „Deutsch allezeit!“ wurde nach dem Zweiten Weltkrieg entfernt.                                                                  | BDA-Hist.: Q119231276 Status: Bescheid Stand der BDA-Liste: 2025-06-30 Name: „Kleines Anschlussdenkmal“ von 1931 GstNr.: 884 Kleines Anschlussdenkmal Oberschützen                          |
| ja   | Datei hochladen | Anschlussdenkmal HERIS-ID: 12168 Objekt-ID: 8303seit 2017                       | südlich Sonnleitenweg 4 Standort KG: Oberschützen        | Das „Anschlussmahnmal“ wurde 1939 im Zuge des „Anschluss“ Österreichs an das Deutsch Reich als tempelartige Struktur aus Stein gebaut und gilt als das größte derartige nationalsozialistische Bauwerk auf österreichischem Boden.                                                                       | BDA-Hist.: Q569339 Status: Bescheid Stand der BDA-Liste: 2025-06-30 Name: Anschlussdenkmal GstNr.: 169 Anschlussdenkmal Oberschützen                                                        |
| ja   | Datei hochladen | Kath. Filialkirche hl. Bartholomäus HERIS-ID: 12157 Objekt-ID: 8292             | Tatzmannsdorfer Straße 42 Standort KG: Oberschützen      | Die katholische Kirche steht auf einem Hügel südlich des Ortes. Der Bau ist im Kern romanisch und enthält noch zwei Schlitzfenster in diesem Stil. In der 2. Hälfte des 19. Jahrhunderts wurden Turm und Fassade neu erbaut, im Jahr 1964 das Schiff erhöht.                                             | BDA-Hist.: Q35977468 Status: § 2a Stand der BDA-Liste: 2025-06-30 Name: Kath. Filialkirche hl. Bartholomäus GstNr.: 133 Bartholomäuskirche (Oberschützen)                                   |
| ja   | Datei hochladen | Evangelisches Schul- und Bethaus HERIS-ID: 12172 Objekt-ID: 8307                | Schmiedrait 33 Standort KG: Schmiedrait                  | Der mächtige Bau auf dem höchsten Punkt der Hügelkuppe wurde 1848 begonnen und 1855 geweiht. Der Betsaal im Ostteil reicht über die volle Höhe; Schule und Lehrerwohnung befinden sich im Westteil. | BDA-Hist.: Q38123664 Status: § 2a Stand der BDA-Liste: 2025-06-30 Name: Evangelisches Schul- und Bethaus GstNr.: 1 Evangelisches Schul- und Bethaus (Schmiedrait)                           |
| ja   | Datei hochladen | Kitting HERIS-ID: 12176 Objekt-ID: 8311                                         | Unterschützen 3a Standort KG: Unterschützen              | Bei sechs Bauernhäusern des Ortes ist noch ein Kitting alten Bautyps aus dem 18. Jahrhundert erhalten. Der gezimmerte Speicher ist außen mit hellem Lehm verputzt und trug ursprünglich ein Strohdach. Er diente der Lagerung von Lebensmitteln und Kleidung.                                            | BDA-Hist.: Q38123771 Status: Bescheid Stand der BDA-Liste: 2025-06-30 Name: Kitting GstNr.: 6/6                                                                                             |
| ja   | Datei hochladen | Kitting HERIS-ID: 12177 Objekt-ID: 8312                                         | Unterschützen 10 Standort KG: Unterschützen              | Bei sechs Bauernhäusern des Ortes ist noch ein Kitting alten Bautyps aus dem 18. Jahrhundert erhalten. Der gezimmerte Speicher ist außen mit hellem Lehm verputzt und trug ursprünglich ein Strohdach. Er diente der Lagerung von Lebensmitteln und Kleidung.                                            | BDA-Hist.: Q38123810 Status: Bescheid Stand der BDA-Liste: 2025-06-30 Name: Kitting GstNr.: 21/1 Kitting (ID 8312)                                                                          |
| ja   | Datei hochladen | Kitting HERIS-ID: 12178 Objekt-ID: 8313                                         | Unterschützen 51 Standort KG: Unterschützen              | Bei sechs Bauernhäusern des Ortes ist noch ein Kitting alten Bautyps aus dem 18. Jahrhundert erhalten. Der gezimmerte Speicher ist außen mit hellem Lehm verputzt und trug ursprünglich ein Strohdach. Er diente der Lagerung von Lebensmitteln und Kleidung.                                            | BDA-Hist.: Q38123836 Status: Bescheid Stand der BDA-Liste: 2025-06-30 Name: Kitting GstNr.: 81 Kitting (ID 8313)                                                                            |
| ja   | Datei hochladen | Kitting HERIS-ID: 12179 Objekt-ID: 8314                                         | Unterschützen 67 Standort KG: Unterschützen              | Bei sechs Bauernhäusern des Ortes ist noch ein Kitting alten Bautyps aus dem 18. Jahrhundert erhalten. Der gezimmerte Speicher ist außen mit hellem Lehm verputzt und trug ursprünglich ein Strohdach. Er diente der Lagerung von Lebensmitteln und Kleidung.                                            | BDA-Hist.: Q38123849 Status: Bescheid Stand der BDA-Liste: 2025-06-30 Name: Kitting GstNr.: 136                                                                                             |
| ja   | Datei hochladen | Kitting HERIS-ID: 12180 Objekt-ID: 8315                                         | Unterschützen 71 Standort KG: Unterschützen              | Bei sechs Bauernhäusern des Ortes ist noch ein Kitting alten Bautyps aus dem 18. Jahrhundert erhalten. Der gezimmerte Speicher ist außen mit hellem Lehm verputzt und trug ursprünglich ein Strohdach. Er diente der Lagerung von Lebensmitteln und Kleidung.                                            | BDA-Hist.: Q38123898 Status: Bescheid Stand der BDA-Liste: 2025-06-30 Name: Kitting GstNr.: 145                                                                                             |
| ja   | Datei hochladen | Kitting HERIS-ID: 12181 Objekt-ID: 8316                                         | Unterschützen 73 Standort KG: Unterschützen              | Bei sechs Bauernhäusern des Ortes ist noch ein Kitting alten Bautyps aus dem 18. Jahrhundert erhalten. Der gezimmerte Speicher ist außen mit hellem Lehm verputzt und trug ursprünglich ein Strohdach. Er diente der Lagerung von Lebensmitteln und Kleidung.                                            | BDA-Hist.: Q38123913 Status: Bescheid Stand der BDA-Liste: 2025-06-30 Name: Kitting GstNr.: 149                                                                                             |
| ja   | Datei hochladen | Evang. Pfarrkirche A.B. HERIS-ID: 12174 Objekt-ID: 8309                         | Standort KG: Unterschützen                               | Der große neogotische Bau mit schlankem Südturm entstand in den Jahren 1859 bis 1861. | BDA-Hist.: Q34819376 Status: § 2a Stand der BDA-Liste: 2025-06-30 Name: Evang. Pfarrkirche A.B. GstNr.: 4 Pfarrkirche Unterschützen                                                         |
| ja   | Datei hochladen | Evangelisches Schul- und Bethaus, Turmschule HERIS-ID: 12188 Objekt-ID: 8323    | Willersdorf 75 Standort KG: Willersdorf                  | | BDA-Hist.: Q38124095 Status: § 2a Stand der BDA-Liste: 2025-06-30 Name: Evangelisches Schul- und Bethaus, Turmschule GstNr.: 276 Evangelisches Schul- und Bethaus, Turmschule (Willersdorf) |
| ja   | Datei hochladen | Kath. Filialkirche hl. Katharina HERIS-ID: 12186 Objekt-ID: 8321                | Standort KG: Willersdorf                                 | Die kleine mittelalterliche Kirche mit rechteckigem Schiff und Dachreiter steht oberhalb des Ortes im alten Friedhof. Ihr eingezogener Chor weist romanische Schlitzfenster aus dem 13. Jahrhundert auf. Das Westportal stammt aus dem 15. Jahrhundert.                                                  | BDA-Hist.: Q38124053 Status: § 2a Stand der BDA-Liste: 2025-06-30 Name: Kath. Filialkirche hl. Katharina GstNr.: 123 Filialkirche Willersdorf                                               |